# Catocala contorta
Catocala contorta là một loài bướm đêm trong họ Erebidae.